# Amleto (mitologia)

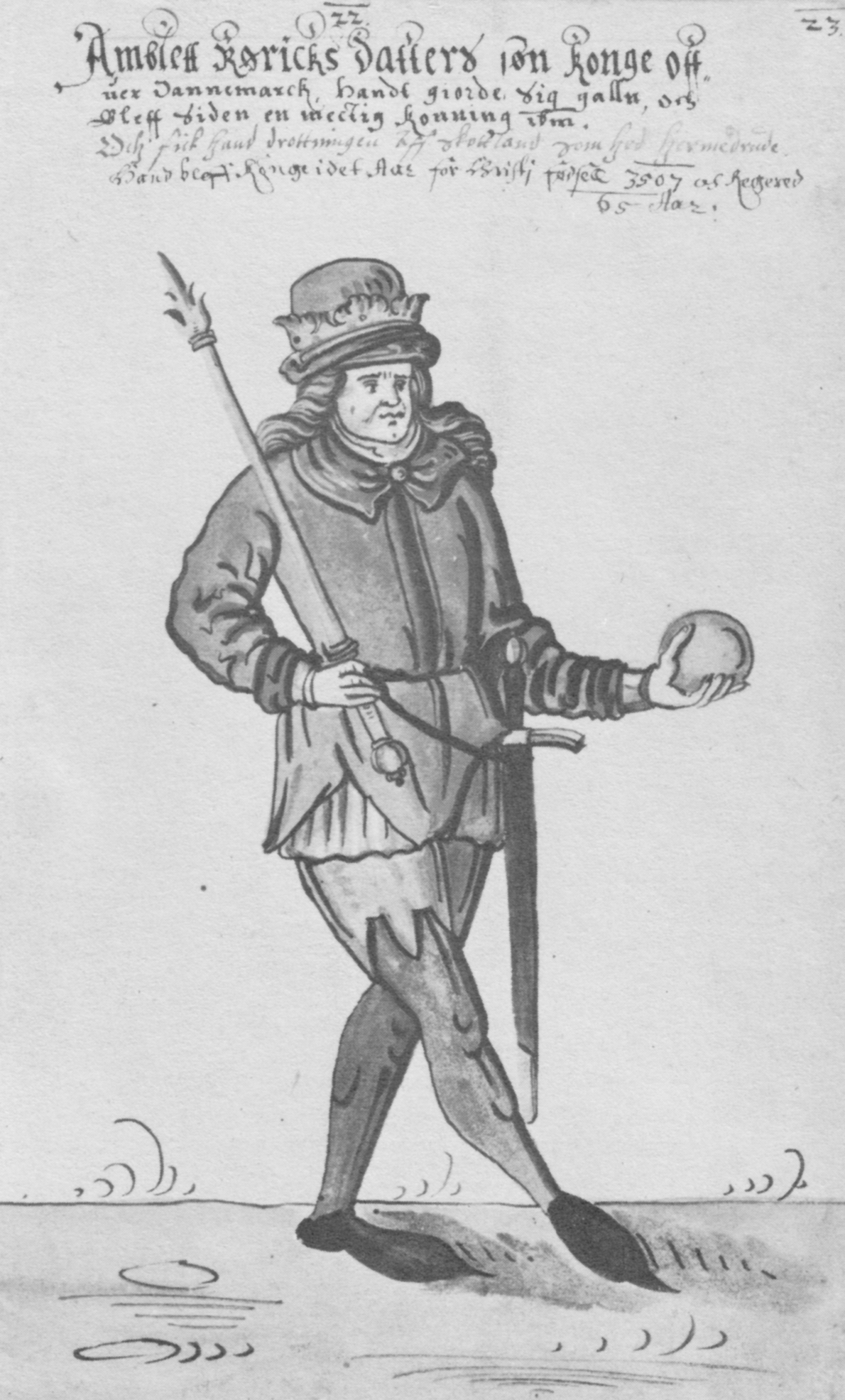
Illustrazione in un manoscritto del XVII secolo rappresentante Amblett, su cui si basa il personaggio di Amleto di Shakespeare.

Amleto o Amloði è una figura leggendaria della mitologia scandinava, che è stata ripresa da Shakespeare nella sua tragedia Amleto.
L'autorità principale per la leggenda di Amleto è Saxo Grammaticus, che dedica ad essa parti dei libri terzo e quarto del suo Gesta Danorum, completato all'inizio del XIII secolo. Ad oggi, non è possibile stabilire con certezza le fonti dalle quali Saxo ha preso le sue informazioni.

## La versione di Saxo
Brevemente, la versione di Saxo della storia di Amleto è la seguente: Horwendill e Feng, i figli di Gervendill, governatore dello Jutland, gli succedono. Horwendill, di ritorno da una spedizione vichinga in cui aveva ucciso Koll, re di Norvegia, sposa Gerutha, figlia di Rorik Slyngebond, re di Danimarca, e lei gli dà un figlio, Amleth. Ma Feng, per gelosia, assassina Horwendill, e convince Gerutha a diventare sua moglie. Amleth, per paura di condividere il destino di suo padre, fa finta di essere un imbecille, ma Feng, sospettoso, lo sottopone a varie prove per appurare la verità. Tra le altre cose egli cerca di intrappolarlo con una ragazza, la sua sorella adottiva (il prototipo di Ofelia), ma l'astuzia di Amleth lo salva. Quando però Amleth uccide una spia nascosta (come Polonio nel dramma di Shakespeare), e distrugge ogni traccia del delitto, Feng si convince che la follia del giovane è simulata. Di conseguenza egli lo invia in Gran Bretagna in compagnia di due assistenti; questi portano una lettera che ingiunge al re del paese di metterlo a morte. Amleth indovina il tenore delle loro istruzioni, e segretamente modifica il messaggio sulle loro tavolette di legno, in modo che da esse risulti che il re doveva mettere a morte gli assistenti e dare ad Amleth sua figlia in sposa.
Dopo aver sposato la principessa, Amleth ritorna dopo di un anno in Danimarca. Delle ricchezze che aveva accumulato prende con sé solo alcuni bastoni cavi riempiti di oro, e arriva in tempo per un banchetto funebre volto a celebrare la sua presunta morte. Durante la festa fa bere ai cortigiani molto vino, ed esegue la sua vendetta durante il loro sonno ubriaco facendo cadere su di loro le tende di lana della sala, dotate di piolini che aveva affilato durante la sua follia simulata, e poi dando fuoco al palazzo. Uccide poi Feng con la sua stessa spada.
Successivamente, dopo una lunga arringa al popolo, viene proclamato re. Tornando alla Gran Bretagna per la moglie scopre che il suocero e Feng si erano promessi ciascuno di vendicare la morte dell'altro. Il re inglese, disposto a portare a termine di persona il suo impegno, invia Amleth in Scozia come pretendente della mano della sua terribile regina, Hermuthruda, famosa per aver messo tutti gli ex corteggiatori a morte; ma quest'ultima si innamora di Amleth. Al ritorno di Amleth in Gran Bretagna la sua prima moglie, il cui amore si dimostra più forte del suo risentimento, gli dice della vendetta preparata da suo padre. Nella battaglia che ne segue, Amleth vince impilando i morti caduti il giorno prima su dei pali, terrorizzando così il nemico.
Successivamente torna con le sue due mogli in Jutland, dove dovrà affrontare l'inimicizia di Wiglek, il successore legittimo di Rorik al trono di Danimarca. Amleth viene infine ucciso in una battaglia contro Wiglek e Hermuthruda, nonostante la sua promessa di morire con Amleth, sposa il vincitore. Saxo afferma che Amleth è stato sepolto in una pianura (o "brughiera") dello Jutland, e il luogo di sepoltura è famoso per il suo nome.
Nel 1933 è stata sollevata una pietra in memoria di Amleth su un tumulo di sepoltura nei pressi di un piccolo villaggio dello Jutland, Ammelhede, che secondo la tradizione locale significa "brughiera di Amleth" ed è il sito storico della sua tomba. Tuttavia, il tumulo stesso è dell'Età del bronzo, eretto 1700 anni prima del tempo in cui Amleto si suppone abbia vissuto secondo Saxo.
Wiglek morì di malattia e fu il padre di Wermund da cui discende la stirpe reale dei re di Mercia.

## Chronicon LethrenseeAnnales lundenses
Una fonte ancora precedente alla versione di Saxo, il Chronicon Lethrense (e l'incluso Annales Lundenses) racconta che il re danese Rorik Slengeborre dette a Orwendel e Feng il governatorato dello Jutland, e dette sua figlia a Orwendel come ricompensa per i suoi buoni servizi. Orwendel e la principessa ebbero un figlio, Amblothæ lo Jutlando. Il geloso Feng uccise Orwendel e prese sua moglie. Amblothæ capì che la sua vita era in pericolo e cercò di sopravvivere fingendosi folle. Feng inviò Amblothæ al re di Gran Bretagna con due servi, portanti un messaggio per il re britannico secondo cui egli avrebbe dovuto uccidere Amblothæ. Mentre i servi dormivano, Amblothæ corresse il messaggio (probabilmente runico) scrivendo che i servi dovevano essere uccisi e lui stesso avrebbe dovuto sposare la figlia del re. Il re britannico fece quello che diceva il nuovo messaggio. Esattamente un anno dopo, Feng beveva alla memoria di Amblothæ, ma Amblothæ apparve e lo uccise. Bruciò poi gli uomini di Feng in una tenda e diventò il sovrano dello Jutland. Poi tornò in Gran Bretagna per uccidere il re britannico, che voleva vendicare la morte di Feng, e sposò la regina di Scozia. Amblothæ tornò nello Jutland e venne poi ucciso in battaglia al momento dell'arrivo.

## Altre versioni scandinave, possibili ispirazioni e parallelismi
Le altre versioni scandinave del racconto sono: il Hrólfs saga Kraka , dove i fratelli Helgi (noto come Halga in Beowulf) e Hroar (Hroðgar) prendono il posto del protagonista Amleto; il racconto di Harald e Halfdan, come riferito nel 7° libro di Saxo Grammaticus; l'islandese Saga di Ambale ("Ambale's Saga"), un racconto romantico il cui più antico manoscritto risale al XVII secolo; e la fiaba di Brjam, che è stata messa per iscritto nel 1707. Helgi e Hroar, come Harald e Halfdan, vendicano la morte del padre per mano del loro zio bruciando quest'ultimo nel suo palazzo. Harald e Halfdan fuggono dopo la morte del padre per essere allevati, con nomi da cani, in una quercia cava, e successivamente fingono pazzia; e nel caso degli altri fratelli ci sono tracce di una trama simile, dal momento che i ragazzi sono chiamati con nomi da cani. I metodi di follia di Amleto, come riferito da Saxo, sembrano puntare alla cinantropia. Nella Saga di Ambale, che forse è collaterale, piuttosto che derivata dalla versione di Saxo, ci sono, oltre ad aggiunte romantiche, alcuni tratti che indicano una versione precedente del racconto.
Saxo Grammaticus aveva certamente familiarità con gli storici latini, ed è molto probabile che, riconoscendo la somiglianza tra la leggenda settentrionale di Amleto e il racconto classico di Lucio Giunio Bruto, come riferita da Livio, da Valerio Massimo e da Dionigi di Alicarnasso (con cui era probabilmente in corrispondenza attraverso lettere in latino), ha deliberatamente aggiunto circostanze della storia classica. L'incidente dei bastoni d'oro pieni difficilmente potrebbe apparire per semplice coincidenza sia in Saxo che in Bruto, e un confronto tra le arringhe di Amleth (Saxo, Libro IV) e di Bruto (Dionisio, iv. 77) mostra somiglianze marcate. In entrambi i racconti allo zio usurpatore succede infine il nipote, che è sfuggito alla morte durante la sua giovinezza grazie a una follia simulata. Ma i ruoli rispettivi dei personaggi che in Shakespeare divengono Ofelia e Polonio, il metodo di vendetta, e tutta la narrazione dell'avventura di Amleth in Inghilterra, non hanno paralleli nella storia latina.
Ci sono anche forti somiglianze tra la storia di Amleth in Saxo e nelle altre versioni del nord, e quella di Kai Cosroe nel Shahnameh ("Il Libro dei Re") del poeta persiano Firdusi. Esistono ulteriori somiglianze nella Saga di Ambale con i racconti di Bellerofonte, di Eracle e di Servio Tullio. Che racconti orientali abbiano trovato la loro strada verso occidente attraverso l'Impero Bizantino e altri canali arabi è un fatto ben noto, e non vi è nulla di sorprendente nel fatto che siano stati mescolati ad eroi locali.
Il racconto delle avventure di Amleto in Gran Bretagna costituisce un episodio così distinto che un tempo era riferito ad un eroe separato. La lettera traditrice, il cui scopo viene modificato da Amleto, si presenta nel famoso Dit de l'empereur Constant, e in racconti arabi e indiani. La crudeltà di Hermuthruda nei confronti dei suoi corteggiatori è un tema comune nelle mitologie nordica e tedesca, e ci sono stretti parallelismi con Þryð, la terribile sposa di Offa, che compare in Beowulf, con Brunilde nei Nibelunghi, e con Sigrid la Superba nel Heimskringla.
Secondo un'ipotesi, Amleto sarebbe identificabile con la figura della mitologia gallese Amlawdd Wledig, descritto come padre di Igraine e nonno materno di Re Artù. L'ipotesi si basa su somiglianze etimologiche, anche se Amlawdd non è descritto come juta o sassone nelle fonti gallesi.

## Possibili influenze irlandesi
Nonostante il fatto che Shakespeare abbia ambientato la sua storia in Danimarca, e che i suoi attori abbiano anche visitato Kronborg nel 1586 raccontando poi di particolari che sembra siano stati usati da Shakespeare stesso, alcuni teorici hanno cercato di allacciare l'Amleto leggendario soprattutto all'Irlanda.
Vi sono infatti degli stretti parallelismi tra la storia di Amleto e i racconti inglesi dell'Havelok, del Re Horn e del Buovo d'Antona. Risulta che un nome simile ad Amleto si trova nell'irlandese Annals of the Four Masters ("Annali dei quattro maestri"), redatto nel 1600, in una strofa attribuita alla regina irlandese Gormflaith, che lamenta la morte del marito, Niall Glundubh, per mano di Amhlaide nel 919, nella battaglia di Ath-Cliath. Secondo alcun studiosi Amhlaide era l'irlandese Sigtrygg Caech. Sigtrygg era a sua volta il padre di quell'Olaf Cuaran (noto anche come Anlaf) che è stato il prototipo del protagonista dell'Havelok. Se Amhlaide può essere davvero identificato con Sigtrygg, che arrivò a Dublino per la prima volta nell'888, le relazioni tra i racconti di Havelok e di Amleto sono prove a favore di un'origine irlandese del racconto di Amleto. In ogni caso, al di là del luogo di origine effettivo del racconto, è pressoché certo che ad esso siano stati aggiunti molti elementi estranei alla tradizione Scandinava, e di questi alcuni possono essere giunti fino all'opera di Shakespeare.
Il critico Hugh Kenner ha tentato di sostenere che il nome Amleto ha avuto origine perché i primi letterati incontrati dai danesi furono gli irlandesi. L'ortografia irlandese gaelica di Olaf (nome irlandese) è Amhlaoibh, che Kenner suggerisce sia stato trascritto in latino come Amlethus. Kenner sosteneva dunque che è probabile che anche l'"Amleth" o "Amblett" di Saxo derivino da questa traslitterazione dal gaelico al latino. La teoria è tuttavia contraddetta da reperti archeologici in Danimarca dove il nome Amlet viene registrato su manufatti runici risalenti a ca. il 700, e cioè a prima che i danesi ebbero fatto incursioni significative in Irlanda.

## Le tragedie di Belleforest
La storia di Amleto era già nota in epoca elisabettiana per la V storia del V volume delle Histoires tragiques di François de Belleforest (Paris, Chez Jean Hupeau, 1572 Fueil 149); una versione in inglese di quest'opera, The Hystorie of Hamblet, venne pubblicata solo nel 1608. Che già nel 1587 o 1589 Amleto fosse apparso sulla scena inglese è dimostrato dalla prefazione di Thomas Nashe al Menaphon di Robert Greene. L'Amleto shakespeariano deve tuttavia il contorno della sua storia a Saxo.

## Adattamenti moderni
La leggenda di Amleto è stata utilizzata come base per il film del 1994 di Gabriel Axel, Prince of Jutland (noto anche come Royal Deceit), con Gabriel Byrne nel ruolo di Fenge, Helen Mirren in quello di Geruth e Christian Bale in quello di Amled.
Un altro adattamento cinematografico della leggenda è stato il film The Northman (2022), diretto dal regista statunitense Robert Eggers, autore anche della sceneggiatura insieme allo scrittore islandese Sjón, con Alexander Skarsgård nel ruolo del protagonista Amleth.